# Coloborrhis parva
Coloborrhis parva är en insektsart som beskrevs av Evans 1954. Coloborrhis parva ingår i släktet Coloborrhis och familjen dvärgstritar. Inga underarter finns listade i Catalogue of Life.